# Pierre Moitessier
Pour les articles homonymes, voir Moitessier.
Pierre Jean Joseph Moitessier, né le 24 juin 1880 dans le 5e arrondissement de Lyon et mort le 23 mai 1966 à Vallauris, est un avocat et haut fonctionnaire français.

## Biographie
Pierre Montessier est le fils d'un magistrat, Paul-Sigisbert Montessier, conseiller à la cour d'appel de Lyon et chevalier de la Légion d'honneur.
Il suit des études à la faculté de droit d'Aix-en-Provence où il est président général de l'association générale des étudiants de 1905 à 1907. Il obtient à Aix son doctorat en droit. Sa thèse avait pour titre: De la tentative d'escroquerie.
Mobilisé le 3 août 1914 comme officier de réserve dans l'infanterie, il devient pilote et est blessé en Alsace en 1916.
Alors qu'il est directeur de la Sûreté nationale pendant le Front populaire en 1937, il propose lors des conférences interministérielles du renseignement des mesures de protection des frontières françaises avec l'Espagne. Il supervise le démantèlement de La Cagoule au début de 1938.

## Parcours
- Chef de cabinet du préfet des Alpes-Maritimes (1908-1914)
- Sous-préfet de l'Arrondissement de Limoux (1914)
- Sous-préfet de l'Arrondissement d'Albertville (1914)
- Mobilisé de 1914 à 1918 (officier aviateur)
- Sous-préfet de l'Arrondissement d'Yssingeaux (1919-1920)
- Secrétaire général de la préfecture du Maine-et-Loire (1920-1921)
- Secrétaire général de la préfecture de la Loire-Inférieure (1921)
- Préfet de la Charente-Maritime (1929-1931)
- Préfet de l'Eure (1931-1934)
- Préfet du Gard (1934-1936)
- Directeur général de la Sûreté nationale (1936-1938)
- Conseiller d'État (1938-1944)

## Distinctions
Pierre Moitessier est décoré de la Médaille militaire et officier de la Légion d'honneur  (1916).
Il est aussi officier académique (1907) et officier du Mérite agricole (1925).
Il est promu commandeur de la Légion d'honneur en 1937.
Il avait aussi été décoré de l'ordre honorifique tunisien Nichan Iftikhar, de l’ordre des Saints-Maurice-et-Lazare de la maison de Savoie et de l'ordre de la Couronne d’Italie.

## Ouvrage
- Le premier vol sans moteur vers 1806, avec C. Lemoing, ed. Impr. de la Charente, 1931

## Sources
- rédaction, « M. Amédée Bussière, ancien préfet de l'Oise, succède à la direction de la Sûreté nationale à M. Moitessier, nommé conseiller d'État (article+photo) », Le Figaro,‎ 29 juillet 1938 (lire en ligne)
- Pierre Henry, Histoire des préfets : cent cinquante ans d’administration provinciale, 1800-1950, ed, Nouvelles éditions latines, 1950
- Jean-Luc Marais, Céline Lambert, Les préfets de Maine-et-Loire, ed. Presses universitaires de Rennes, 2000,  (ISBN 2868474934)
- René Bargeton, Dictionnaire biographique des préfets : septembre 1870-mai 1982, ed. Archives nationales, 1994,  (ISBN 2860002324)